# قانون اوپیا
قانون اوپیا (انگلیسی: Lex Oppia) قانونی بود که در روم باستان در ۲۱۵ قبل از میلاد، در اوج دومین جنگ کارتاژ در روزهای فاجعه ملی پس از نبرد کانای وضع شد و در سال ۱۹۵ پ. م لغو شد.
قانون اوپیا که توسط مارکوس اوپیوس عضو تریبونوس پلبیس (تریبون مردم) وضع شد، اولین قانون از یک سری قانون تعدیل هزینه بود و نه تنها ثروت زن، بلکه به نمایش گذاشتن ثروت زنان را نیز محدود می‌کرد. به ویژه، داشتن بیش از نیم اونس طلا، پوشیدن لباس‌های رنگارنگ (به ویژه آنهایی که به رنگ ارغوانی بودند)، یا سوار شدن بر وسیله نقلیه حیوانی در شهر یا هر شهرک یا در فاصله یک مایلی به جز در مورد اعیاد مذهبی عمومی را برای هر زن ممنوع می‌کرد.